# مدار فرمان الکتریکی
مدار فرمان الکتریکی (به انگلیسی: Control Circuit)
بخشی از مدار که وظیفه کنترل و ارسال فرمان را دارد مدار فرمان (Control Circuit) نامیده می‌شود.

## وظایف مدار فرمان
- صرفه‌جویی در مصرف برق
- کنترل بارهای الکتریکی
- ارسال واعلام وضعیت سیستم
- ایجاد محدودیت حرکتی با کمک سنسور

## اجزاء مدار فرمان
برخی از تجهیزات مدار فرمان شامل:
- کلید مینیاتوری
- کنتاکتور
- انواع تایمر
- انواع رله
- لامپ سیگنال
- فیوز
- انواع سوییچ‌ها
- و …

## نقشه مدار فرمان
در طراحی مدار فرمان از علایم‌هایی استفاده می‌کنیم که از مهم‌ترین المان‌ها می‌توان به سوییچ و کنتاکت، شستی و کویل اشاره کرد.

### کنتاکت یا اتصال
این نماد برای نشان‌دادن مسیر باز یا بسته جریان استفاده می‌شود.

### کنتاکت NO
(به انگلیسی: Normally Open) به این معناست که این مسیر در مدار به‌صورت عادی باز می‌باشد و اجازه نمی‌دهد که جریان از این مسیر عبور کند، این وضعیت حالت پیش فرض این کنتاکت بوده‌است و تا وقتی که توسط ما این وضعیت تغییر پیدا نکند هیچ جریانی از آن مسیر عبور نخواهد کرد.

### کنتاکت NC
(به انگلیسی: Normally Close)در مقابل حالت کنتاکت NO قرار می‌گیرد یعنی در این موقعیت ما به‌صورت پیش‌فرض اجازه می‌دهیم جریان از این بخش به‌خصوص مدار عبور کند و تا زمانی که توسط ما این وضعیت تغییر پیدا نکند همچنان مسیر جریان متصل خواهد ماند.

## نمونه مدار فرمان

### مدار فرمان ستاره مثلث

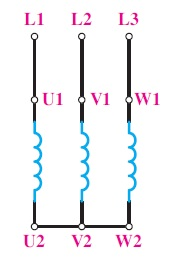

یکی از رایج‌ترین روش کنترل موتور جهت کاهش جریان مورد نیاز برای راه‌اندازی موتورهای صنعتی، راه‌اندازی ستاره – مثلث می‌باشد. به دلیل هزینه کم و در دسترس بودن این دستگاه‌های الکترومکانیکی، این روش هنوز هم رایج‌ترین روش برای کاهش جریان راه‌اندازی موتورهای القایی سه‌فاز استفاده می‌شود.
در هنگام راه اندازی موتورهای سه فاز جریانی بسیار بالاتر از جریان نامی از شبکه کشیده می‌شود. از این رو نحوهٔ راه اندازی موتورهای سه فاز حائز اهمیت می‌باشد. برای راه اندازی موتورهای سه فاز روش‌های مختلفی وجود دارد. یکی از این روش‌ها راه اندازی ستاره مثلث موتور سه فاز می‌باشد. از جمله روش‌های راه اندازی موتور سه فاز می‌توان به راه اندازی با سافت استارتر (از آنجایی که موتورهای الکتریکی معمولاً در زمان شتاب دادن به سرعت نامی خود به مقادیر زیادی الکتریسیته نیاز دارند، می توان از یک Soft Starter برای محدود کردن افزایش جریانی به نام “جریان هجومی” و گشتاور موتورهای الکتریکی استفاده کرد که در نتیجه ایمن تر، روان تر و تدریجی تر می شود.)، اینورتر یا راه اندازی به روش مستقیم اشاره کرد. در راه اندازی به روش مستقیم موتور سه فاز مستقیماً به شبکه متصل شده که همین امر موجب جریان کشی بسیار زیاد در ابتدای حرکت موتور می‌شود. در راه اندازی موتور به روش ستاره مثلث، جریان کشیده شده از شبکه در شروع راه اندازی نسبت به روش مستقیم بسیار کمتر می‌باشد. تشخیص سالم بودن موتور و پلاک خوانی موتور الکتریکی قبل از راه اندازی موتور بسیار ضروری می‌باشد.
.